# Guilleminea lanuginosa
Guilleminea lanuginosa är en amarantväxtart som först beskrevs av Jean Louis Marie Poiret, och fick sitt nu gällande namn av George Bentham och Joseph Dalton Hooker. Guilleminea lanuginosa ingår i släktet Guilleminea och familjen amarantväxter. Inga underarter finns listade i Catalogue of Life.